# Радостув-Гурни
Радостув-Гурни (пол. Radostów Górny, нім. Ober Thiemendorf) — село в Польщі, у гміні Любань Любанського повіту Нижньосілезького воєводства.
Населення — 297 осіб (2011).
У 1975-1998 роках село належало до Єленьоґурського воєводства.

## Демографія
Демографічна структура станом на 31 березня 2011 року:
|          | Загалом | Допрацездатний вік | Працездатний вік | Постпрацездатний вік |
| -------- | ------- | ------------------ | ---------------- | -------------------- |
| Чоловіки | 147     | 32                 | 111              | 4                    |
| Жінки    | 150     | 40                 | 91               | 19                   |
| Разом    | 297     | 72                 | 202              | 23                   |